# Heracles in het seizoen 1962/63
Het seizoen 1962/1963 was het negende jaar in het bestaan van de Almelose voetbalclub Heracles. De club kwam uit in de Eredivisie en eindigde daarin op de 14e plaats. Tevens deed de club mee aan het toernooi om de KNVB Beker, hierin werd in de tweede ronde verloren van Eindhoven (1–2).

## Wedstrijdstatistieken

### Eredivisie
|       | ADO   | Ajax  | Blauw-Wit | DOS   | Sportclub Enschede | Feijenoord | Fortuna '54 | GVAV  | MVV   | NAC   | PSV   | Sparta | Volendam | De Volewijckers | Willem II |
| ----- | ----- | ----- | --------- | ----- | ------------------ | ---------- | ----------- | ----- | ----- | ----- | ----- | ------ | -------- | --------------- | --------- |
| Thuis | 1 – 2 | 0 – 2 | 4 – 3     | 2 – 1 | 3 – 2              | 3 – 6      | 0 – 4       | 3 – 1 | 4 – 1 | 3 – 2 | 2 – 2 | 1 – 2  | 1 – 1    | 7 – 1           | 3 – 3     |
| Uit   | 1 – 0 | 1 – 0 | 4 – 1     | 2 – 0 | 0 – 0              | 6 – 2      | 2 – 1       | 1 – 2 | 1 – 1 | 1 – 1 | 2 – 2 | 2 – 1  | 2 – 2    | 3 – 4           | 1 – 0     |

### KNVB Beker
| 2e ronde                                   | Eindhoven                      | 2 – 1 (1 – 1) | Heracles     |
| 30 april 1963 Plaats: Eindhoven Aalsterweg | Herman Teeuwen Hendrik Schalks |               | Joop Schuman |

## Statistieken Heracles 1962/1963

### Eindstand Heracles in de Nederlandse Eredivisie 1962 / 1963
| Stand | Gespeeld | Gewonnen | Gelijk | Verloren | Punten | Doelpunten voor | Doelpunten tegen |
| ----- | -------- | -------- | ------ | -------- | ------ | --------------- | ---------------- |
| 14e   | 30       | 9        | 8      | 13       | 26     | 54              | 62               |

### Topscorers
| #                 | Naam             | Goal |
| ----------------- | ---------------- | ---- |
| 1.                | Bert Theunissen  | 12   |
| 2.                | Roel Greving     | 11   |
| 3.                | Joop Schuman     | 10   |
| 4.                | Dick Reekers     | 6    |
| 5.                | Bob Westra       | 5    |
| 6.                | Bennie Bartelink | 3    |
| 6.                | Herman Morsink   | 3    |
| 8.                | Joop Brand       | 1    |
| 8.                | Jan van Daal     | 1    |
| 8.                | Herbert Finken   | 1    |
| Onbekend doelpunt |                  |      |
| –                 | Onbekend         | 1    |
| Totaal            | Totaal           | 54   |

| #      | Naam         | Goal |
| ------ | ------------ | ---- |
| 1.     | Joop Schuman | 1    |
| Totaal | Totaal       | 1    |

## Voetnoten
ADO ·
Ajax ·
Blauw-Wit ·
DOS ·
Sportclub Enschede ·
Feijenoord ·
Fortuna '54 ·
GVAV ·
Heracles ·
MVV ·
NAC ·
PSV ·
Sparta ·
Volendam ·
De Volewijckers ·
Willem II